# Maurilia instabilis
Maurilia instabilis är en fjärilsart som beskrevs av Butler 1889. Maurilia instabilis ingår i släktet Maurilia och familjen trågspinnare. Inga underarter finns listade i Catalogue of Life.